# 홀 결혼 정리
조합적 집합론에서 홀 결혼 정리(Hall結婚定理, 영어: Hall marriage theorem)는 여러 유한 집합들의 집합족으로부터, 각 집합에서 서로 다른 원소를 고를 수 있는 필요충분조건에 대한 정리다.

## 정의
집합족 {\displaystyle {\mathcal {T}}}의 모든 원소가 유한 집합이라고 하자. 홀 결혼 정리에 따르면, 다음 두 조건이 서로 동치이다.:289
- (결혼 조건 영어: marriage condition) 모든 {\displaystyle {\mathcal {U}}\subset {\mathcal {T}}}에 대하여, {\displaystyle \textstyle |{\mathcal {U}}|\leq \left|\bigcup {\mathcal {U}}\right|}
- (횡단의 존재) 다음 조건들을 만족시키는 순서쌍 {\displaystyle (S,f)}가 존재한다. 이러한 순서쌍을 횡단(橫斷, 영어: transversal) 또는 변별 대표원계(辨別代表元系, 영어: system of distinct representatives)라고 한다.
  - {\displaystyle S\subset \bigcup {\mathcal {T}}}는 집합이다.
  - {\displaystyle f\colon S\to T}는 전단사 함수이다.
  - 모든 {\displaystyle s\in S}에 대하여 {\displaystyle s\in f(s)}이다.

횡단의 존재가 결혼 조건을 함의한다는 것은 자명하므로, 홀 결혼 정리에서 실제로 증명할 것은 결혼 조건이 횡단의 존재를 함의한다는 것이다.

## 예
홀 결혼 정리는 무한 집합의 경우 성립하지 않는다. 예를 들어,
{\displaystyle T=\{\mathbb {N} \}\cup \{\{n\}\colon n\in \mathbb {N} \}\}}
이라고 하자. 이는 결혼 조건을 만족시키지만, 횡단이 존재하지 않는다.

## 역사와 어원
영국의 필립 홀(영어: Philip Hall)이 쾨니그의 정리와 동치인 홀 결혼 정리를 1935년에 증명하였다.
"결혼 조건"의 어원은 다음과 같다. {\displaystyle n}명의 미혼 이성애자 남성과 {\displaystyle n}명의 미혼 이성애자 여성이 있다고 하자. 이들이 배우자에 대하여 다음 조건들을 요구한다고 하자.
- 각 남성은 임의의 여성과 결혼할 수 있다.
- 각 여성 {\displaystyle i=1,\dots ,n}은 어떤 남성의 집합 {\displaystyle T_{i}\subset \{1,\dots ,n\}}의 원소만을 결혼하고자 한다.

복혼 없이 모든 사람들이 결혼하는 방법은 {\displaystyle {\mathcal {T}}=\{T_{i}\}_{i=1,\dots ,n}}의 횡단을 정의한다. 이 경우, 홀 결혼 정리는 모든 사람들이 결혼할 수 있는지 확인할 수 있는 필요충분조건을 제공한다.:289

## 참고 문헌
1. 1 2  윤영진 (2007). 《새로운 조합수학》. 교우사. ISBN 978-89-8172-379-8.
2. ↑  Hall, Philip (1935). “On representatives of subsets”. 《Journal of the London Mathematical Society》 (영어) 10 (1): 26–30. doi:10.1112/jlms/s1-10.37.26. JFM 61.0067.01. Zbl 0010.34503.

## 같이 보기
- 딜워스의 정리
- 쾨니그의 정리